# Romet Zetka 50
Romet Zetka 50 – motorower sprzedawany w Polsce od 2010 roku pod marką Romet.

## Historia modelu
Motorower produkowany w dwóch odmianach kolorystycznych: biały i czarny. W latach 2011–2013 produkowano wersję "+", inaczej "Sport". Od seryjnych Zetek różniła się tłumikiem, który wygląda bardziej sportowo.